# Biserica de lemn din Elciu

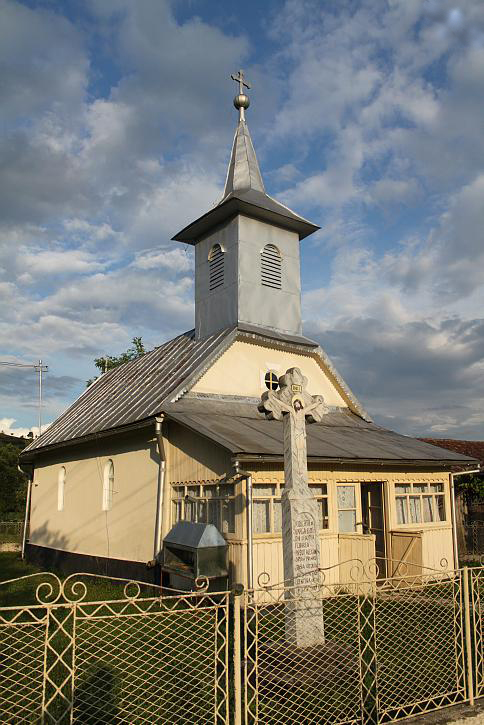
Biserica de lemn din Ciureni. Foto: iunie 2011

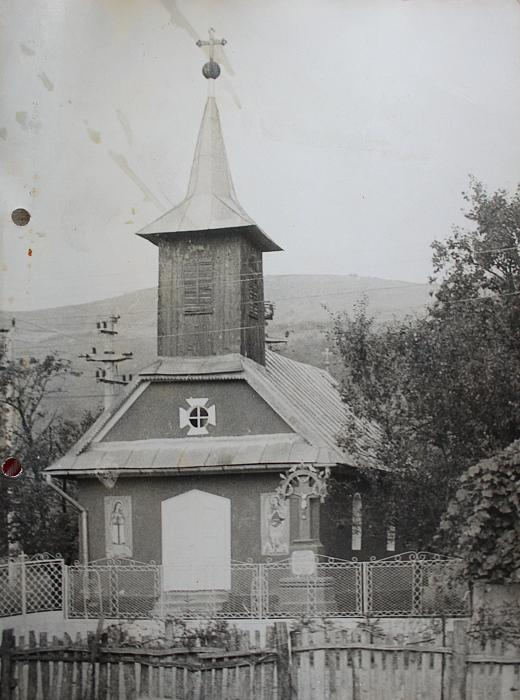
Biserica de lemn din Ciureni. Fotografie din arhiva parohială

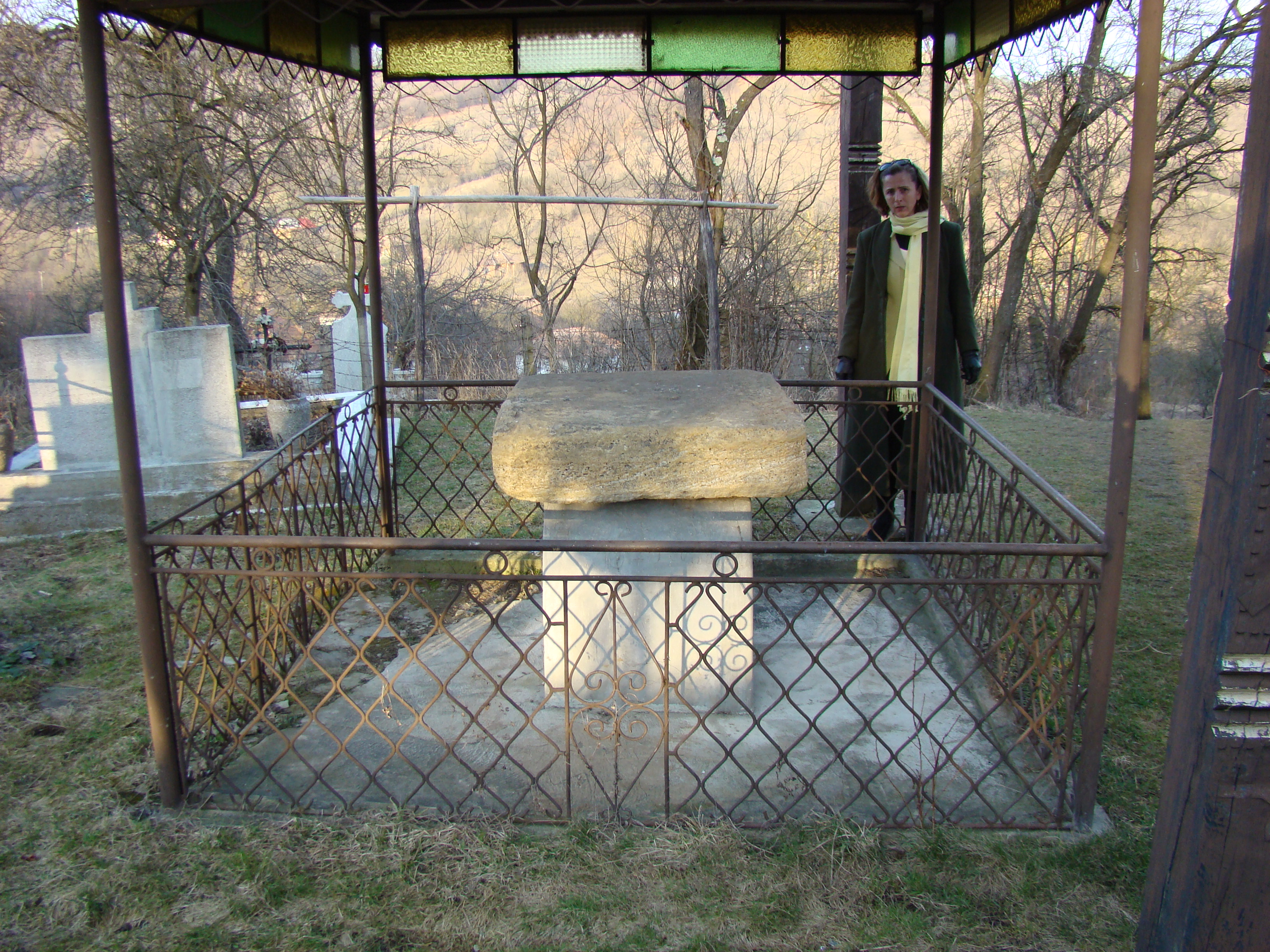
Vechea masă a altarului aflată în Elciu, localitatea de unde a fost mutată biserica. Foto: martie 2009

Biserica de lemn din Elciu a fost vândută în anul 1927 satului Ciureni, județul Sălaj, unde a fost reconstruită un an mai târziu. A fost sfințită de către episcopul greco-catolic de Gherla, Dr. Iuliu Hossu, în toamna anului 1928 și a primit hramul Sfinții Arhangheli Mihail și Gavriil, hram pe care îl avea și înainte de a fi mutată. Vechimea bisericii nu se cunoaște cu exactitate, dar momentul edificării acesteia se presupune a fi în a doua jumătate a secolului al XVIII-lea, după anul 1766; unul dintre vechile clopote ale bisericii purtând inscripția: 22 aprilie 1776. Biserica, care a suferit importante modificări în urma mutării în Ciureni, fiind reconstruită după moda începutului de secol XX, nu se află pe noua listă a monumentelor istorice. Cu toate acestea biserica are valoarea ei, întrucât pe vremea când ea încă se afla în Elciu trebuie să fi fost martora slujbelor ținute de către Țiple Popa sau Iosif Perșe, preoți dar și zugravi, care împreună cu Ioan Zugravul, originar tot din Elciu au pictat în ultima parte a secolului XVIII și începutul secolului XIX mai multe biserici greco-catolice de lemn din județele Sălaj, Satu Mare, Maramureș și Cluj.

## Istoric
Construită în satul Elciu de către meșterii Pista Géczi și Ioan, Baboș și Ioan Farcaș care au primit în schimbul lucrului lor o suprafață de pământ, pe terenul cedat în anul 1766 de către un anume Bodor, vechea biserica greco-catolică de lemn este înlocuită de o nouă biserică de zid fapt pentru care este vândută în anul 1927.
În Ciureni, sat care nu mai avusese biserică până atunci iar credincioșii participau la slujbele ținute în biserica satului vecin Ceaca, biserica a fost reconstruită pe pământul donat de fostul notar al comunei Zalha Traian Păcurar în anul 1928 de către meșterul Nicolae Peterfi din Cubleșu și a fost sfințită în 4 noiembrie 1928 de către episcopul Iuliu Hossu. Cu această ocazie, biserica a primit hramul Sfinților Arhangheli Mihail și Gavriil.
În această biserică, când încă se afla în Elciu, trebuie să fi slujit și Țiple Popa care, împreună cu Ioan Zugravul din Elciu ajung să picteze spre sfârșitul secolului al XVIII-lea mai multe biserici din zona Codrului. Pictura realizată de cei doi se remarcă prin bogăția scenelor și programul iconografic unitar. Singura lucrare semnată de către cei doi zugravi ce se păstează este pictura bisericii de lemn din Chieșd dar se presupune că aceștia au zugrăvit și bisericile de lemn din Corund și Soconzel - amândouă în județul Satu Mare, precum și bisericile de lemn din Bicaz și Orțâța - aflate în județul Maramureș.
În perioada 1837-1851 a slujit în această biserică preotul Iosif Perșe, care a fost și un important zugrav de biserici, pictând aproape toate bisericile din districtul Dârjei. Activ în prima parte a secolului XIX, Iosif Perșe este considerat a fi discipolul celor doi consăteni ai săi, Țiple Popa și Ioan Zugravul. În Sălaj pictează bisericile din Brâglez, Solomon, Dragu și Voivodeni.
Din păcate documentele și informațiile păstrate nu ne spun dacă vreunul dintre acești zugravi a decorat și biserica de lemn din satul lor de origine ajunsă, după ani în Ciureni.

## Trăsături
Biserica este construită din bârne de lemn și este așezată pe o temelie de piatră. Are lungimea de 12 m și este lată de 5 m, având o suprafață totală de 60 m2 și este acoperită cu tablă. Edificiul are un plan dreptunghiular terminat spre răsărit cu absida altarului, decroșată, cu cinci laturi. Intrarea în biserică se face prin latura de vest, intrare ce a fost adăpostită de un pridvor închis, adăugat ulterior. Pereții bisericii sunt tencuiți atât în afară cât și în interior. Împărțirea interiorului în spațiile consacrate: pronaos, naos și altar sunt aproape simbolice în cazul pronaosului și al naosului, acestea fiind despărțite doar de stâlpii ce susțin corul bisericii. În corul bisericii se ajunge urcând scara din dreapta pronaosului, interiorul corului fiind luminat de luminatorul rotund practicat în timpanul cu care se termină acoperișul în partea de vest. Dacă pronaosul este acoperit de un tavan de scânduri, naosul este adăpostit de o boltă semicilindrică ușor retrasă spre interior. Pentru absida altarului s-a ales o soluție asemănătoare, această boltă fiind mai îngustă deoarece baza acesteia urmează pereții retrași ai absidei. Spațiul interior este ocupat în mare măsură de băncile în care credincioșii stau în timpul slujbelor religioase. Absida altarului are trei intrări, piciorul mesei altarului este din zidărie. Biserica este luminată de câte două ferestre pe laturile de sud și nord și de încă două ferestre pentru absida altarului. Turnul bisericii în care se află cele două clopote este din lemn, învelit în tablă și fără galerie. Asemănarea acestei biserici cu biserica de lemn din Ceaca precum și cu biserica de zid din Valea Hranei este considerabilă, toate acestea având în comun momentul edificării lor: începutul secolului XX.
În anul 1976 biserica a fost electrificată și în același an a fost pictată de către Ioan Ciurean din localitatea învecinată Ceaca, zugrav despre care se știe că a mai lucrat și la bisericile de lemn din Zalha și Ceaca. În anul 1978 biserica a fost împrejmuită cu gard din beton și plasă de sârmă fiind în același an binecuvântată de către protopopul Marcel Andreiescu.
În turnul clopotniță se află cele două clopote ale bisericii. Unul dintre acestea a fost donat de către Maria Moldovan din Zalha iar cel de-al doilea a fost cumpărat de către credincioși.
Într-un inventar al filiei Ciureni din anul 1939, biserica este valorată la suma de 50.000 lei, aceasta fiind în stare bună. În biserică se mai aflau două străni și patru prapori, patru scaune și douăzeci și patru icoane, două cruci mici, șapte sfeșnice din bronz alpaca, un candelabru cu șase brațe de lemn și o cădelniță. Pe lângă acestea se adaugă un potir, un disc, o steluță și un calix, trei învelitoare de altar, o cădelniță și treisprezece ștergare. La acea dată în turnul bisericii se aflau două clopote, valorând 6.000 lei. După numai câțiva ani, în 1944, într-un alt inventar bunurile bisericii rămân în mare măsură la fel, la această dată fiind inventariate doar un sfeșnic din bronz și încă unul din lemn. Pe lângă acestea încă o cădelniță și un candelabru de bronz. Dovadă a vremurilor grele din perioada celui de-al doilea război mondial sunt și valorile de inventar înscrise în inventarul din anul 1944 comparativ cu cel din anul 1939. În cel de-al doilea inventar, biserica are o valoare de 10.000.000 lei iar cele două clopote din turnul bisericii sunt înscrise cu valoarea de 500.000 lei, scotând în evidență nivelul deosebit de mare al inflației din anii războiului. Cărțile bisericești aflate în patrimoniul filiei Ciureni, la acea dată erau un Minei, un Octoih, un Apostol, o Evanghelie, un Orologhion și un Pentecostar.
Într-un inventar din anul 1993 biserica avea în patrimoniu următoarele obiecte de cult: un potir, două discuri folosibile, trei potire nefolosibile, acestea fiind considerate fără valoare, două suporturi de porțelan pentru lumânări, două dulapuri, două strane, două mese, două suporturi pentru icoane, cinsprezece lavițe și opt crucifixe. De asemenea sunt înregistrate unsprezece veșminte preoțești, trei Evanghelii, două Liturghiere, două cărți Apostol, două Molitfelnice, trei Octoihe Mari, un Acatistier, un Ceaslov, o Slujba Învierii, un Tipic, un Triod, o Biblie, un Noul Testament, două Minee și o Psaltire. În același inventar se precizează faptul că toate bunurile de patrimoniu au fost predate în anul 1979 Muzeului de pe lângă Protopopiatul Zalău.

## Galerie de imagini din interior

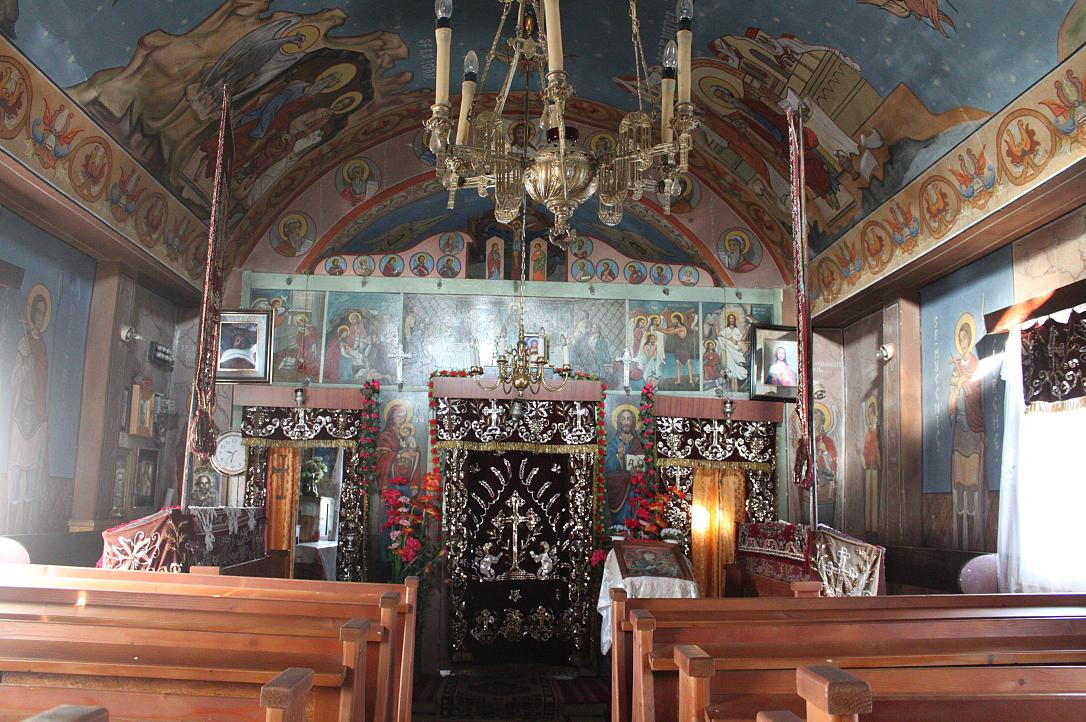
Vedere din naos spre altar
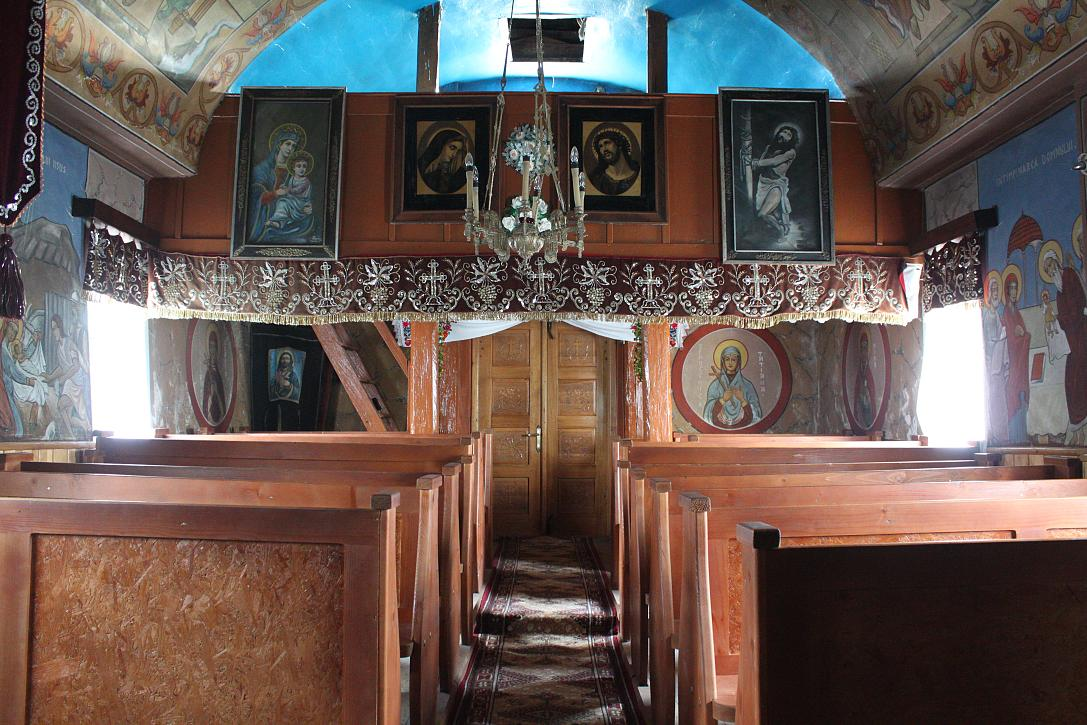
Vedere din naos spre pronaos
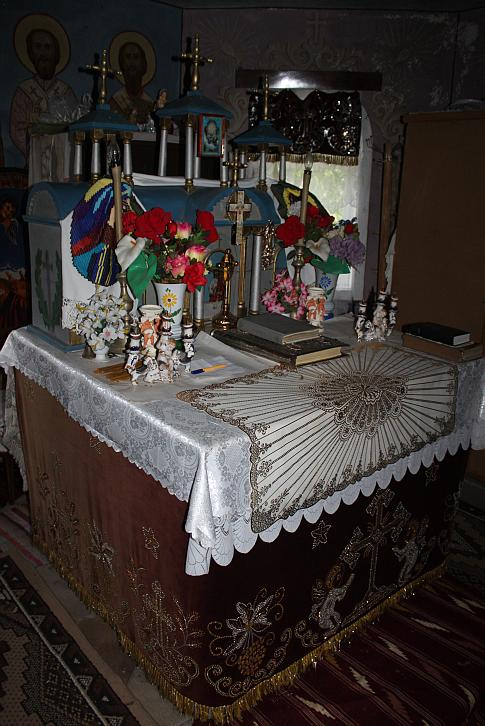
Masa altarului
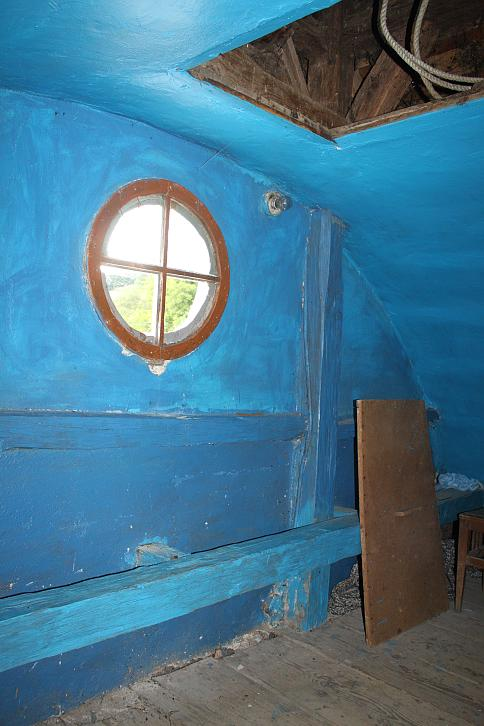
Luminator în podul bisericii
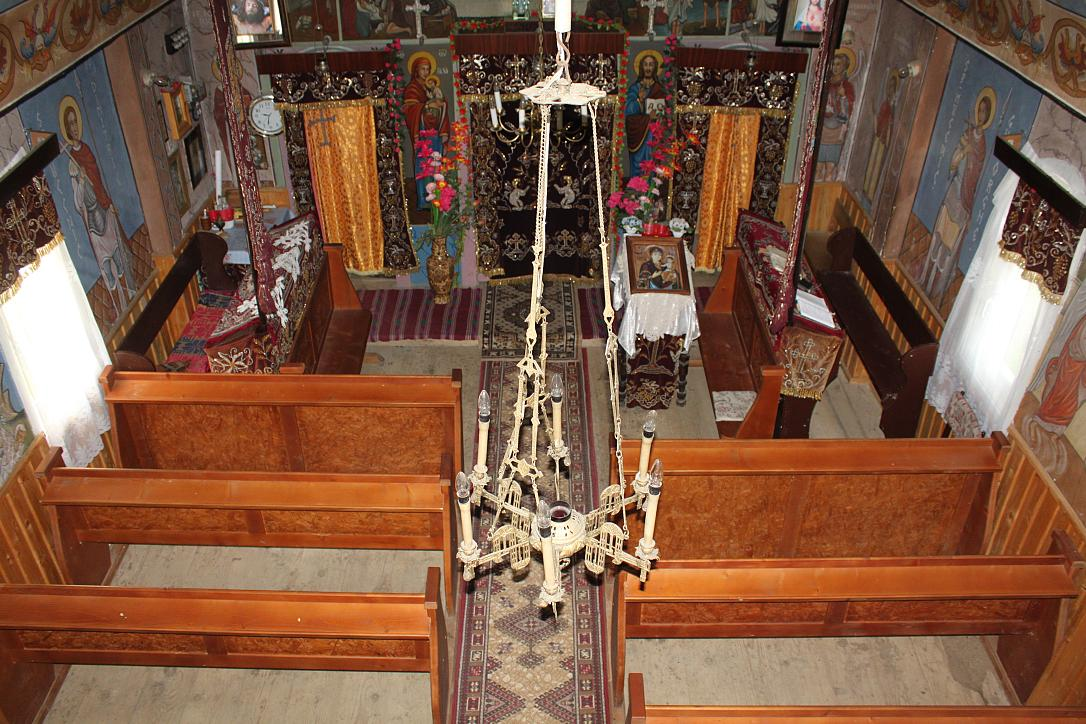
Naosul
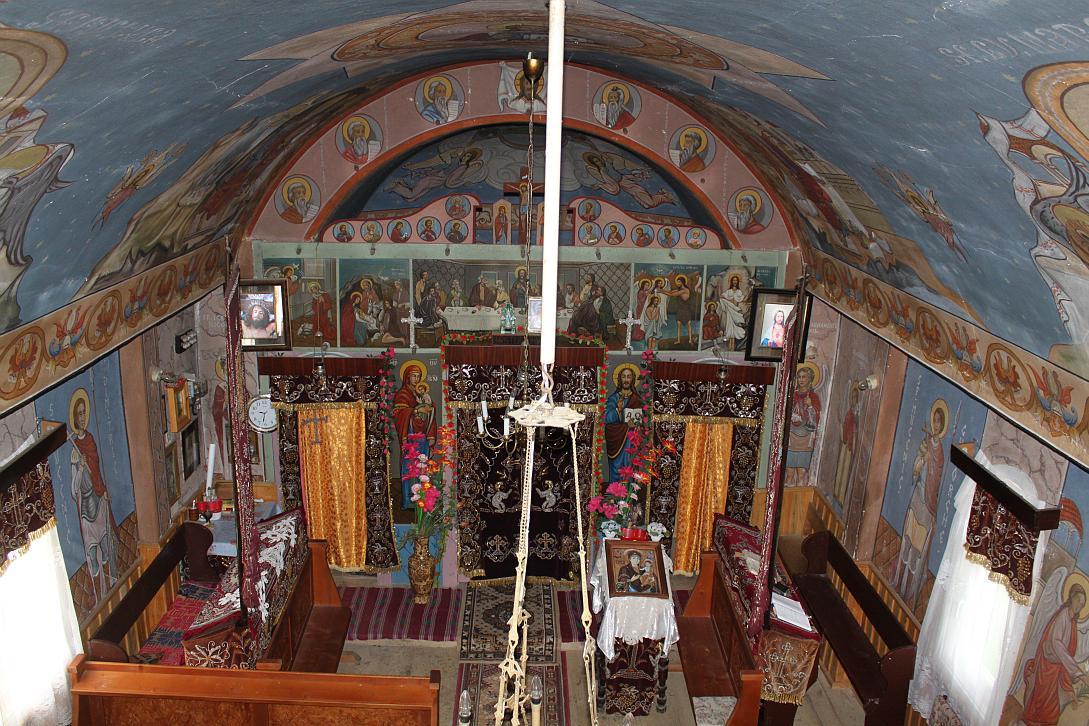
Vedere spre altar din corul bisericii
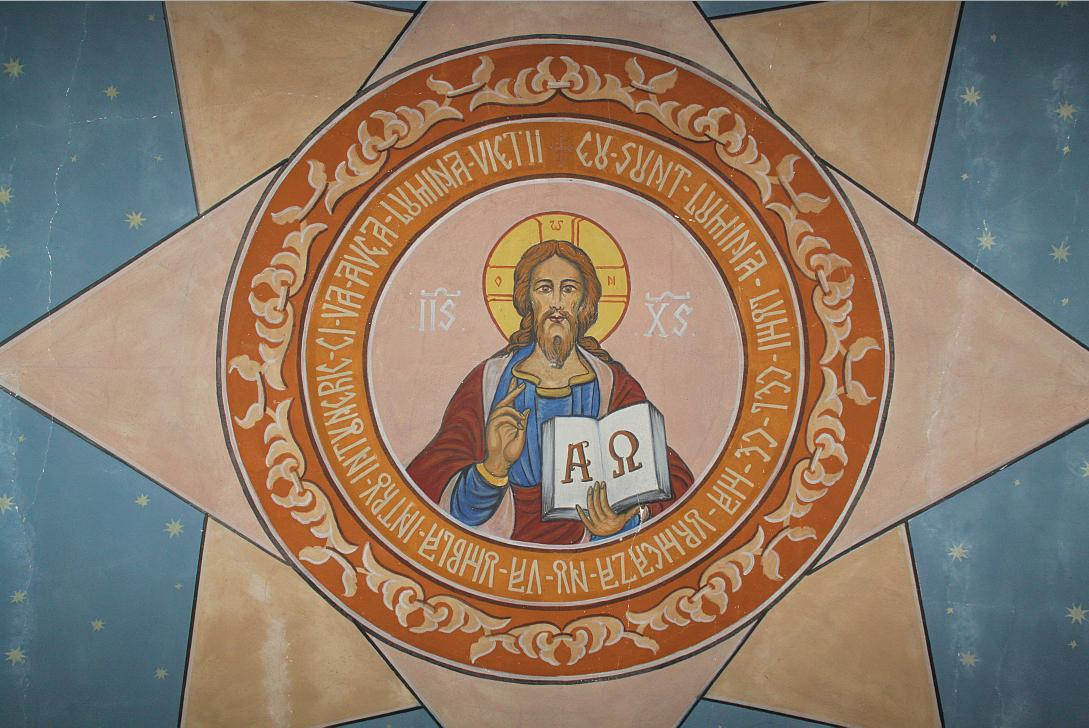
Pictura bolţii
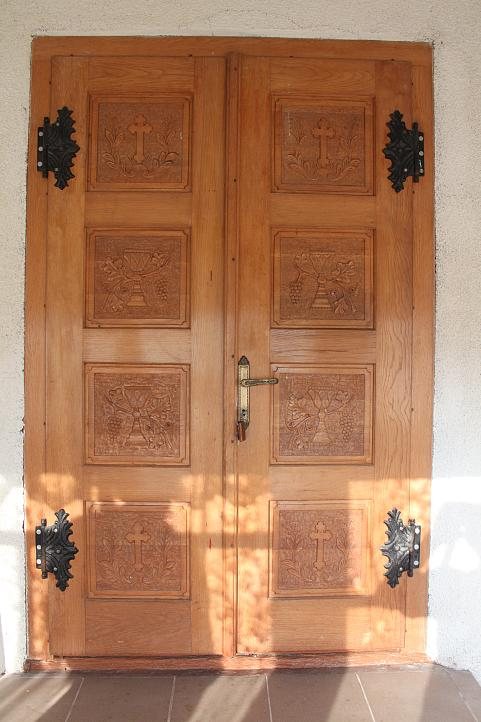
Intrarea în biserică
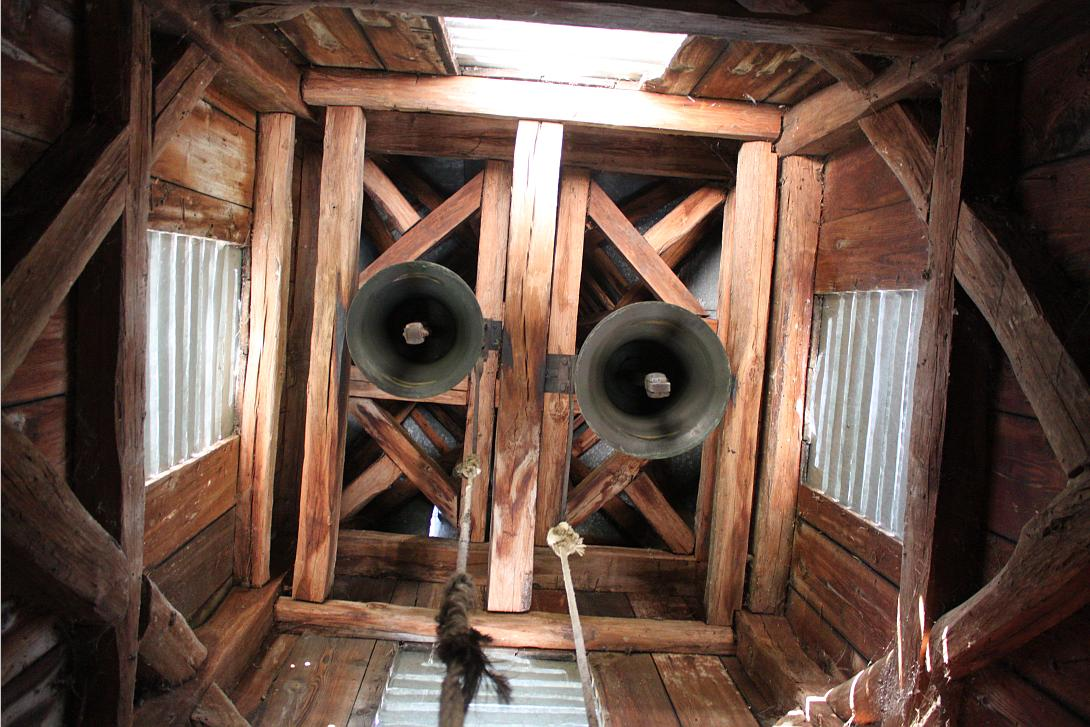
Clopotele bisericii
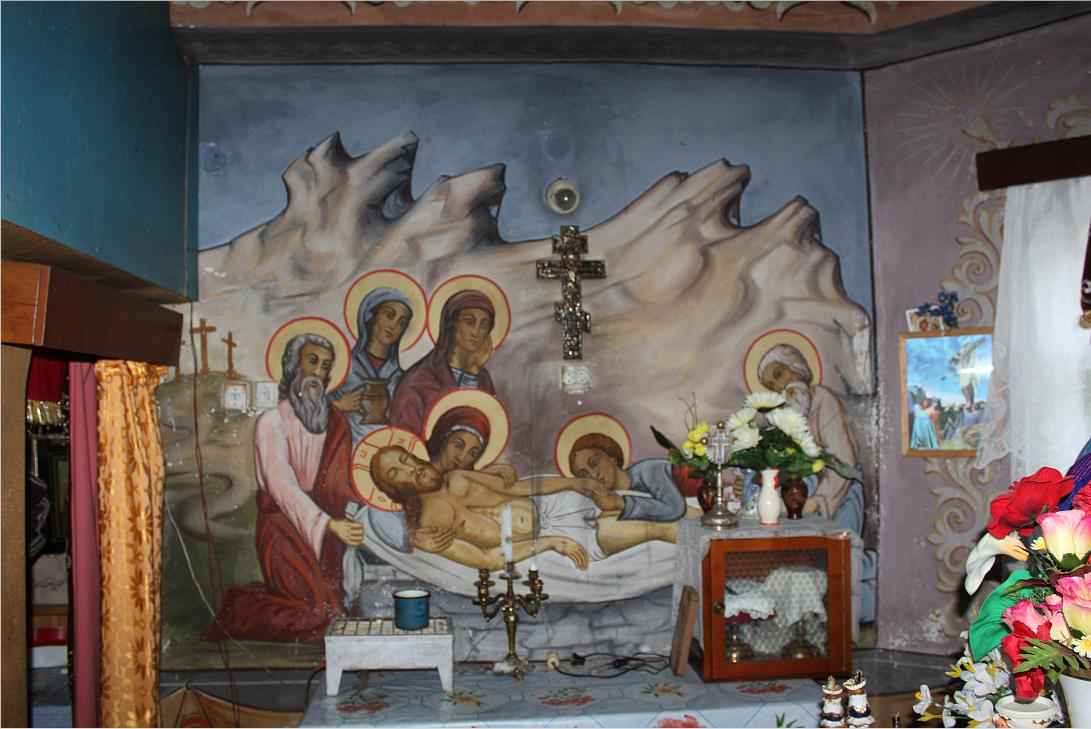
Pictură în absida altarului: Punerea în mormânt
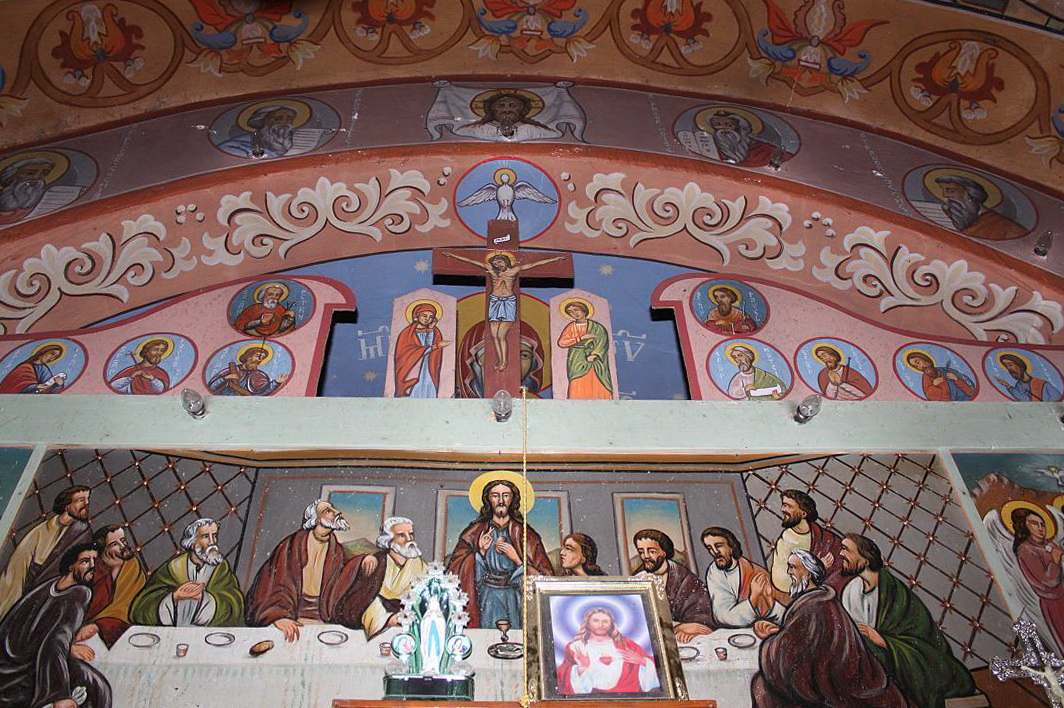
Detaliu iconostas
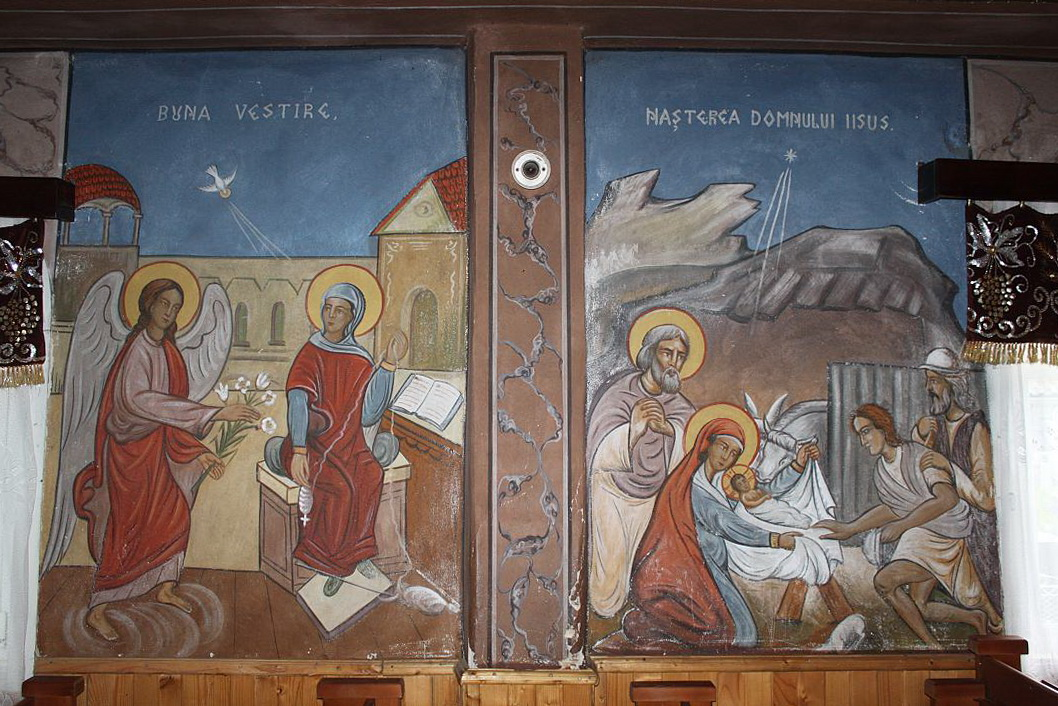
Pictura naosului: Buna vestire şi Naşterea Domnului

## Galerie de imagini din exterior

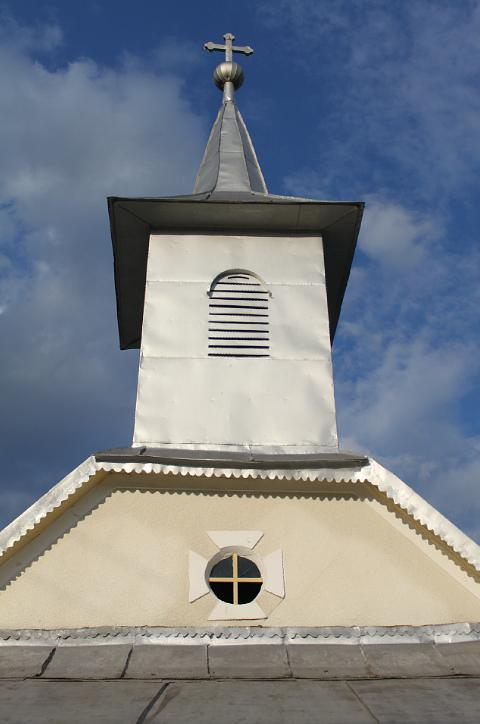
Turnul clopotniţă
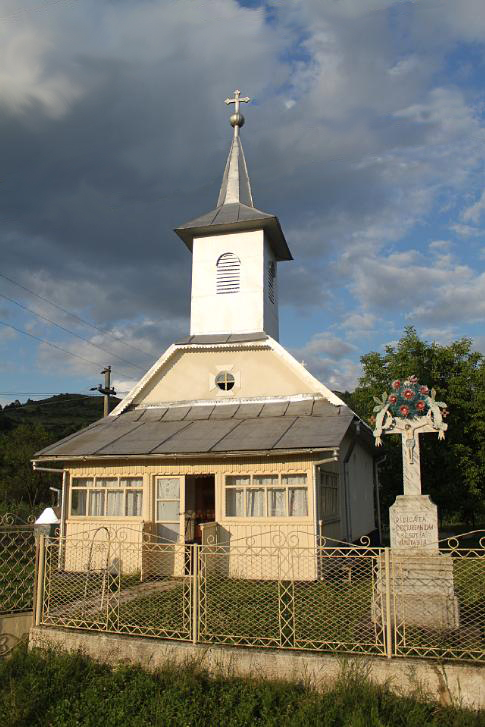
Vedere laterală a bisericii
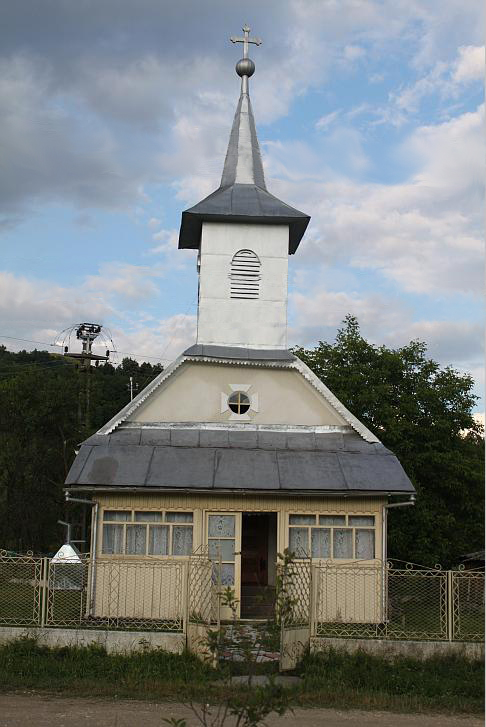
Biserica, văzută din drum
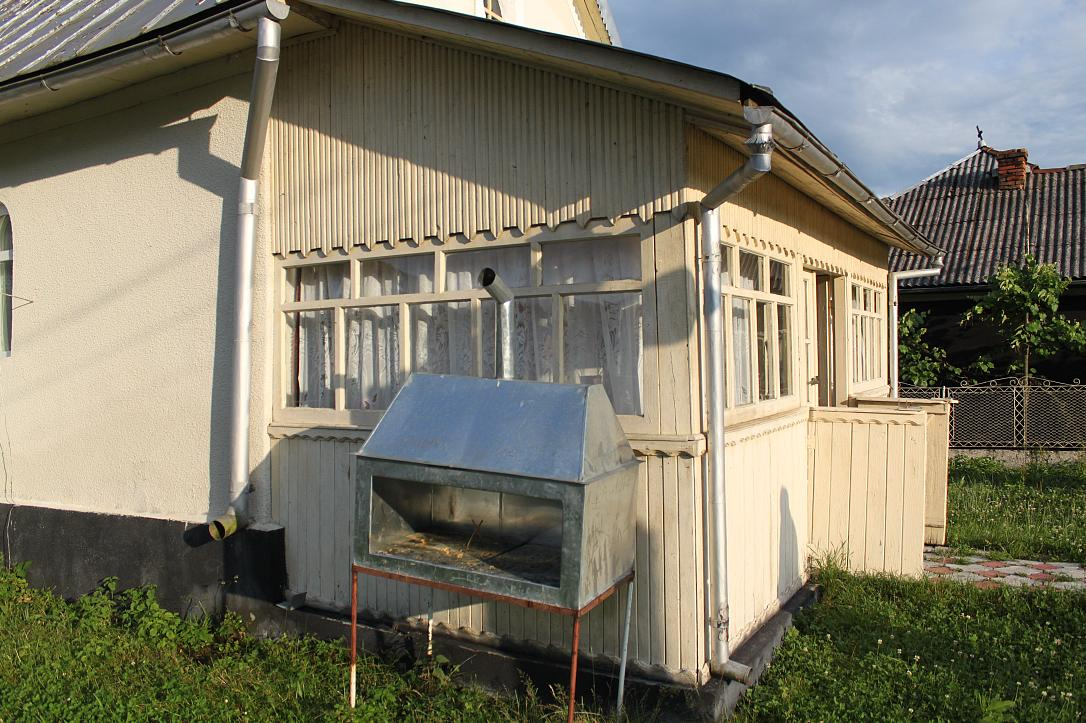
Pridvorul adăugat ulterior
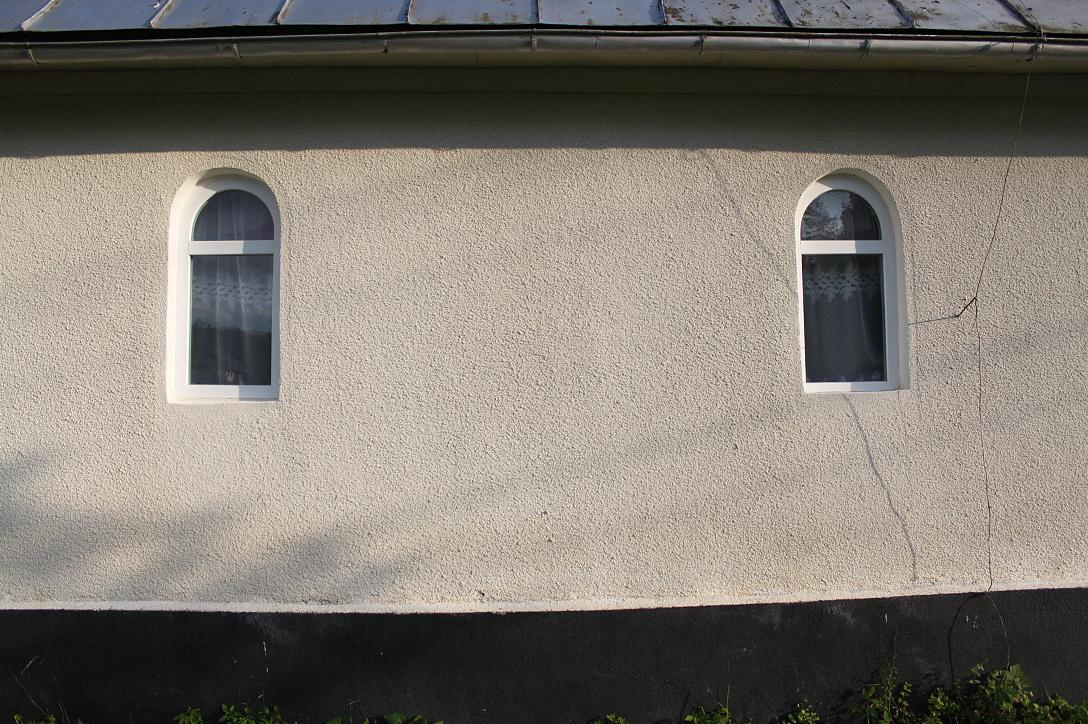
Latura de nord a bisericii
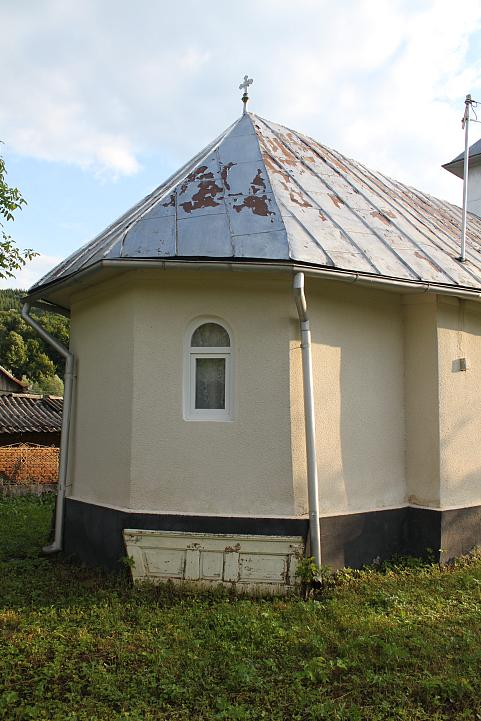
Absida altarului văzută din laterală
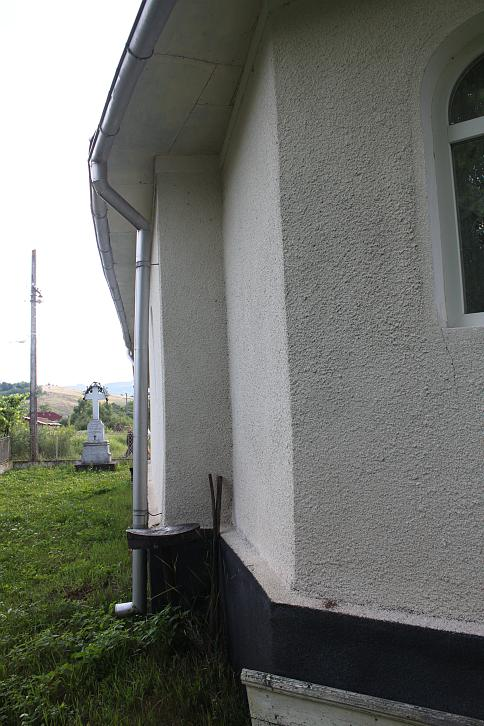
Decroşul absidei altarului
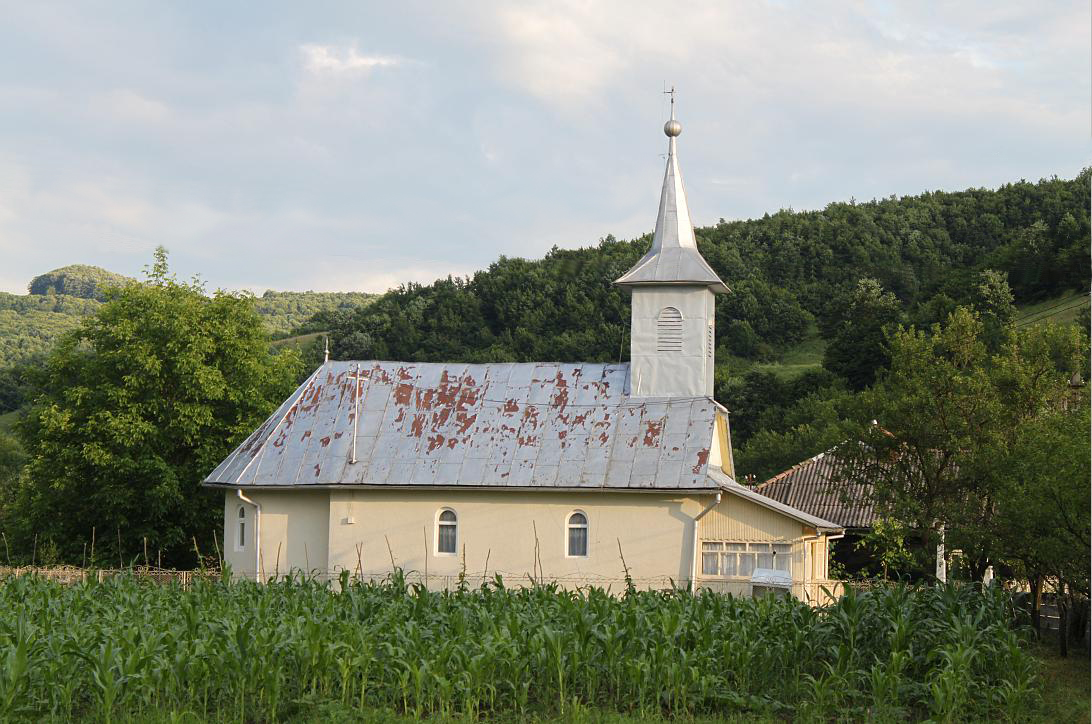
Biserica, după lanul de porumb
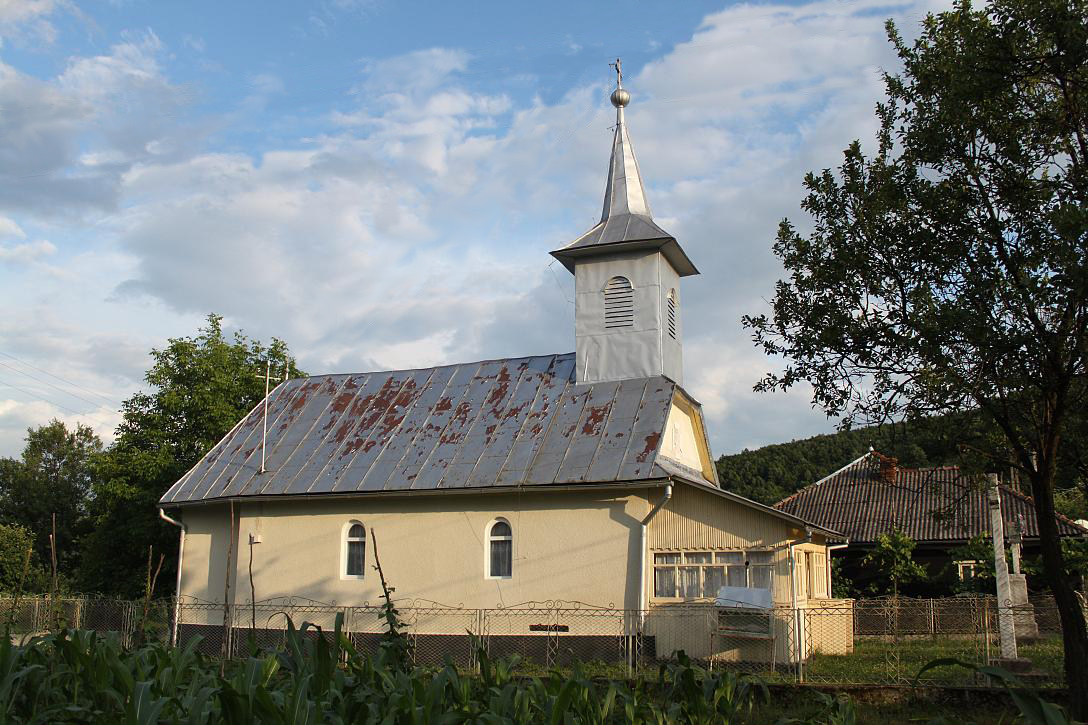
Vedere de ansamblu din nord-vest
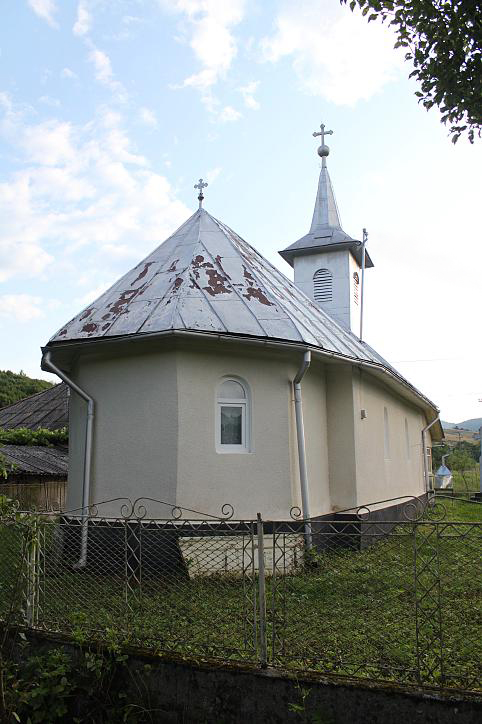
Vedere de ansamblu din nord-est
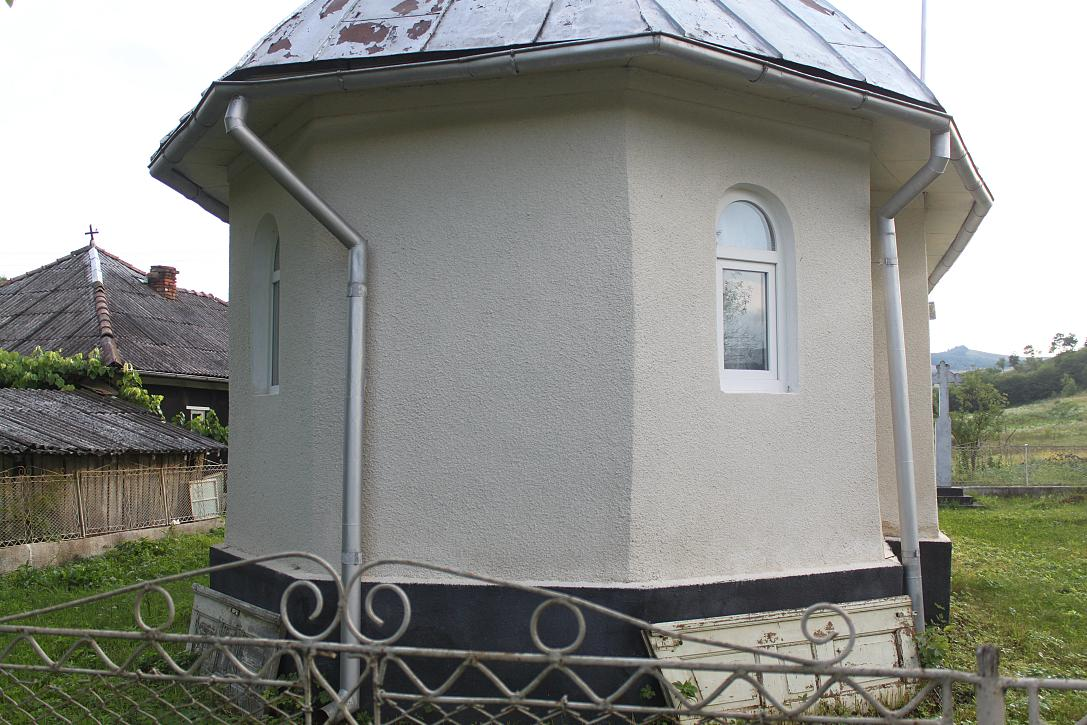
Absida altarului
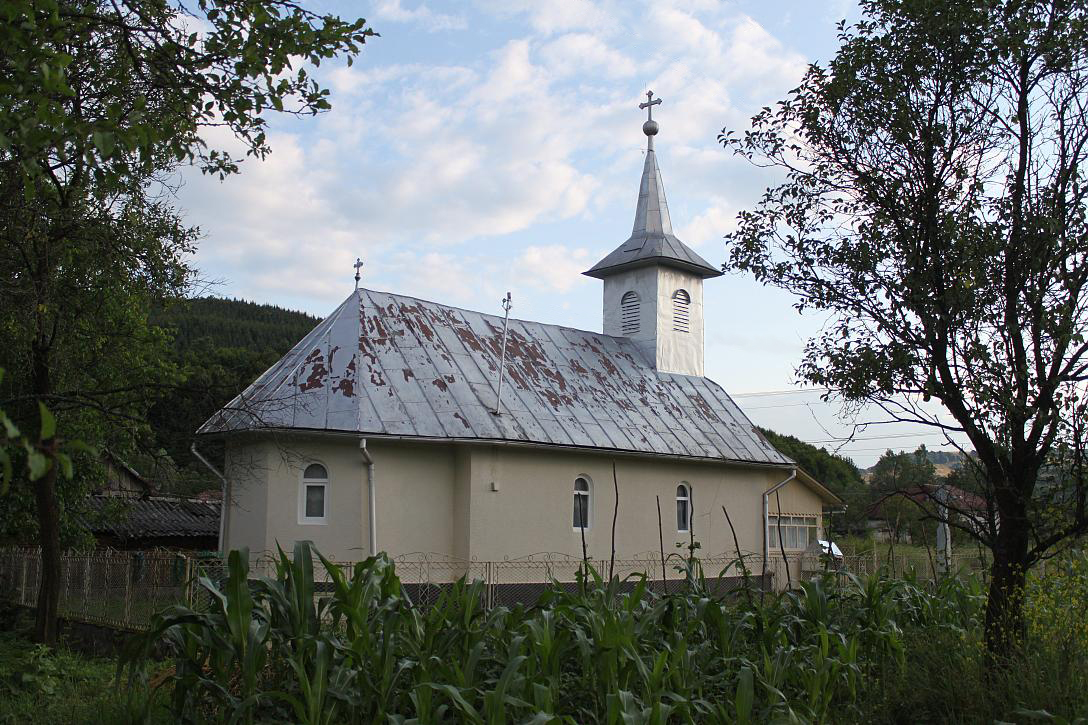
Vedere de ansamblu